# معاوقة الموجة
معاوقة الموجة الكهرومغناطيسية (بالإنجليزية Wave impedance) هي عبارة عن النسبة بين عنصر المجال الكهربائي وعنصر المجال المغناطيسي، إذا كانت الموجة مستوية plane wave أو (TEM) وتسير في وسط متجانس فإن معاوقة الموجة تساوي معاوقة الوسط الفعلية (intrinsic impedance). وإذا الوسط المحيط هو الفراغ فإن معاوقة الموجة تساوي مقاومة الفراغ، يرمز لمعاوقة الموجة بالرمز Z، ووحدتها أوم. كما يستخدم الرمز η (إتا) أحيانًا بدلا من Z لتفادي الخلط بينها وبين المقاومة الكهربائية.
تعطى معاوقة الموجة بالعلاقة:
{\displaystyle Z={E_{0}^{-}(x) \over H_{0}^{-}(x)}}
حيث {\displaystyle E_{0}^{-}(x)} هو عنصر المجال الكهربائي وand {\displaystyle H_{0}^{-}(x)}
وبدلالة معاملات الموجة الكهرومغانطيسية ووسط الانتقال:
{\displaystyle Z={\sqrt {i\omega \mu  \over \sigma +i\omega \varepsilon }}}
حيث μ هي النفاذية المغناطيسية، وε هي السماحية الكهربائية (رقم حقيقي) وσ هي الموصلية الكهربائية للوسط، وi هو وحدة تخيلية، وω هو التردد الزاوي للموجة. في الحالة المثالية يكون الوسط عازل والموصلية σ = صفر، فتصبح قيمة المعاوقة قيمة حقيقية فقط؛ فتصبح:
{\displaystyle Z={\sqrt {\mu  \over \varepsilon }}.}

## معاوقة الموجة في الفراغ
في الفراغ تكون معاوقة الموجة:
{\displaystyle Z_{0}={\sqrt {\frac {\mu _{0}}{\varepsilon _{0}}}}}
(حيث ε0 هو السماحية في الفراغ، وμ0 هي النفاذية في الفراغ)
وبما إن قيمة سرعة الضوء في الفراغ تساوي:
{\displaystyle c_{0}={\frac {1}{\sqrt {\mu _{0}\varepsilon _{0}}}}=299,792,458}
فيمكن إعطاء قيمة دقيقة لمعاوقة الموجة في الفراغ وهي:
{\displaystyle Z_{0}=\mu _{0}c_{0}=4\pi \times 10^{-7}H/m\times 299,792,458m/s=376.730313\Omega \approx 120\pi \Omega }

## معاوقة الموجة في الوسط الحر
تعطى معاوقة الموجة في الوسط الحر بالعلاقة:
{\displaystyle Z={\sqrt {\mu  \over \varepsilon }}={\sqrt {\mu _{0} \over \varepsilon _{0}\varepsilon _{r}}}={Z_{0} \over {\sqrt {\varepsilon }}_{r}}\approx {377 \over {\sqrt {\varepsilon _{r}}}}\,\Omega },
حيث {\displaystyle {\sqrt {\varepsilon _{r}}}} هو ثابت العازل الكهربائي للمادة أو الوسط.

## معاوقة الموجة داخلمرشد الموجة

مرشد موجات مستطيل

لأي مرشد موجات سواء كان على شكل أنبوب معدني مجوف (مثل مرشد الموجة المستطيل أو الدائري دليل)، تعتمد قيمة معاوقة الموجة على التردد، وكما تعتمد على التردد القاطع للمود Mode، فتحسب معاوقة الموجة لمود (TE) بالعلاقة التالية:
{\displaystyle Z={\frac {Z_{0}}{\sqrt {1-\left({\frac {f_{c}}{f}}\right)^{2}}}}\qquad {\mbox{(TE modes)}}}
حيث fc هو التردد القاطع للمود، وتحسب معاوقة الموجة لمود (TM) بالعلاقة التالية:
{\displaystyle Z=Z_{0}{\sqrt {1-\left({\frac {f_{c}}{f}}\right)^{2}}}\qquad {\mbox{(TM modes)}}}
أما بالنسبة لمرشدي الموجات التي تحتوي على أكثر من موصل مثل الميكروسترب (microstrip) وخطوط النقل (خط نقل كهرباء) فتتختلف قيمة معاوقة الموجة في كل مقطع من مرشد الموجة.

## وصلات خارجية
- Standing Wave Diagram، تطبيق لرسم الموجات وحساب معاوقة الموجة.